# Siri Rathsman
Siri Lovisa Rathsman, född 28 juli 1895 i Sundsvall, död 30 juli 1974 i Brännkyrka församling i Stockholm, var en svensk journalist, keramiker, tecknare och grafiker.
Hon var dotter till trävaruhandlaren vice konsul Richard Christoffer Rathsman och Kerstin Jacobson. Efter skolgång vid Whitlockska samskolan studerade Siri Rahtsman vid Wilhelmsons målarskola i Stockholm 1912–1916 och för Birger Simonsson vid Valands målarskola i Göteborg 1916–1917 och i Köpenhamn 1918–1919. Hon bosatte sig därefter i Paris och passade då på att studera målning för Othon Friesz och Raoul Dufy samt grafik för Stanley William Hayter. Under delar av andra världskriget tvingades hon lämna Paris och var då bosatt i Vichy. Tillsammans med Eva Jancke-Björk ställde hon ut på Ny konst i Göteborg 1921 och tillsammans med Sigurd Möller och Eva Rundlöf på Svensk-franska konstgalleriet i Stockholm 1944 samt tillsammans med Arne Stubelius på Lorensbergs konstsalong 1954. Hon medverkade i Salon des Surindépendant i Paris ett flertal gånger och i flera utställningar med konstnärsgruppen Atelier 17 samt i Falangens utställning på Liljevalchs konsthall. Hennes konst består av interiörer, stadsbilder och porträtt samt mindre keramikföremål. Som journalist var hon under flera år Göteborgs Handels- och Sjöfarts-Tidnings frankrikekorrespondent. Hon utgav boken Vichy förlorar spelet 1943. Rathsman är representerad vid Nationalmuseum, Moderna museet, Göteborgs konstmuseum, Kalmar konstmuseum och Norrköpings konstmuseum.